# Tatenai
Tatenai (ili Tattenai) je bio perzijski plemić kojeg je Darije Veliki imenovao prvim satrapom Sirije.
Prema mezopotamskim kronikama, Darije Veliki je u ožujku 520. pr. Kr. imenovao perzijskog plemića Uštanua na mjestu satrapa Babilonije, koja je objedinjavala sve teritorije bivšeg Novobabilonskog Carstva, što uključuje Mezopotamiju, Feniciju, Siriju, Palestinu i dijelove sjeverozapadne Arabije. Ipak, četiri godine kasnije (516. pr. Kr.) Darije reformira satrapije pa Babilonija biva podijeljena na dvije zasebne pokrajine: „Babiloniju“ i „Iza rijeke“, koja se uglavnom poistovjećuje sa Sirijom. Uštanu je zadržao mjesto nove satrapije Babilonije, dok je potonja pripala Tatenaiju. Ipak, Uštanu je imao veće ovlasti od Tatenaija, budući kako je srce nekadašnjeg Novobabilonskog Carstva bilo strateški važnije i mnogo bogatije od zapadnih provincija kojima je vladao Tatenai.
Tatenai je najviše ostao zapamćen po vođenju istrage prilikom gradnje Jeruzalemskog hrama, čiju je obnovu ranije naredio Kir Veliki. Prema knjizi o Ezri, poslao je pismo Dariju Velikom u kojem je upitao velikog kralja je li gradnja hrama službeno odobrena, što mu je Darije potvrdio i zatražio kako učini se u njegovoj mogućnosti da bude potpuno obnovljen. Tatenai se spominje i na glinenim zapisima na klinastom pismu pronađenim 502. pr. Kr. u Mezopotamiji.

## Poveznice
- Darije Veliki
- Uštanu
- Jeruzalemski hram

## Vanjske poveznice
- Tatenai (Tattenai), enciklopedija Britannica
- Tatenai (Bible-history.com)
- Babilonija - Perzijska satrapija (enciklopedija Iranica, M. A. Dandamayev)  Arhivirana inačica izvorne stranice od 2. siječnja 2009. (Wayback Machine)